# Aniba
Aniba  es un género de planta con flor en la familia de las Lauraceae. 

## Descripción
Son árboles de hasta 25 m de alto; hermafroditas. Las hojas alternas, enteras, elípticas o angostamente elípticas. Las inflorescencias paniculadas, axilares, flores fundamentalmente arregladas en cimas, aquellas laterales estrictamente opuestas, pequeñas. Frutos de 3 cm de largo y 1.5 cm de ancho, en una cúpula profunda, verrugosa.

## Especies
- Aniba anisosepala Sandwith
- Aniba canelilla Mez
- Aniba duckei, Kosterm. 1938
- Aniba ferrea, Kubitzki 1982
- Aniba ferruginea, Kubitzki 1982
- Aniba firmula,  (Nees & Mart.) Mez, 1889
- Aniba flexuosa,  A.C.Sm., 1935
- Aniba foeniculacea,  Mez, 1906
- Aniba fragrans Ducke 1925
- Aniba heringeri Vattimo-Gil
- Aniba intermedia, (Meisn.) Mez 1889
- Aniba novo-granatensis, Kubitzki 1982
- Aniba parviflora, (Meisn.) Mez 1889
- Aniba pedicellata, Kosterm. 1938
- Aniba percoriacea, C.K.Allen 1964
- Aniba perutilis, Hemsl. 1894
- Aniba pilosa, van der Werff 1994
- Aniba robusta, (Klotzsch & P.Karst.) Mez 1889
- Aniba rosaeodora, Ducke 1930
- Aniba santalodora, Ducke 1950
- Aniba sulcata Benoist 1929
- Aniba vaupesiana, Kubitzki 1982
- Aniba venezuelana, Mez 1889
- Aniba vulcanicola, van der Werff 1994
- Aniba williamsii Brooks 1931